# Langenfeld (Bawaria)
Langenfeld – miejscowość i gmina w Niemczech, w kraju związkowym Bawaria, w rejencji Środkowa Frankonia, w regionie Westmittelfranken, w powiecie Neustadt an der Aisch-Bad Windsheim, wchodzi w skład wspólnoty administracyjnej Scheinfeld. Leży w Steigerwaldzie, około 8 km na północny zachód od Neustadt an der Aisch, nad rzeką Ehebach, przy drodze B8 i linii kolejowej Monachium – Norymberga – Hanower/Frankfurt nad Menem.

## Dzielnice
W skład gminy wchodzą następujące dzielnice: 
- Langenfeld
- Hohenholz
- Lamprechtsmühle

## Osoby urodzone w Langenfeldzie
- Lissy Gröner, polityk